# Massimo de Santis
Massimo de Santis (Tivoli, 1962. április 8.–) olasz nemzetközi labdarúgó-játékvezető. Polgári foglalkozása közrendőr volt, de bírói ítélet miatt a játékvezetéstől is eltávolították.

## Pályafutása

### Nemzeti játékvezetés
Játékvezetésből 1979-ben vizsgázott, 1995-ben lett a Serie A játékvezetője. Az aktív nemzeti játékvezetést 2006-ban befejezte. Serie A mérkőzéseinek száma: 160.
A 2006-os Serie A  mérkőzéseinek eredményét a fogadások érdekében többen befolyásolták, ezért ügyészségi vizsgálat indult, majd bíróság ítélet született. A bundabotrányban, a Lazio és az ACF Fiorentina elnöke, valamint a Juventus ügyvezető igazgatója mellett - összesen 26 főt vádoltak meg - a vb-re utazó de Santis játékvezető is érintett az ügyben. Santis ugyan tagadta az ellene felhozott vádakat, de hazájában a mérkőzés eredményének befolyásolásáért 2011-ig mindennemű labdarúgó-játékvezetéstől eltiltották.

#### Nemzeti kupamérkőzések
Vezetett Kupa-döntők száma: 2.

##### Olasz labdarúgókupa
| Időpont          | Helyszín                         | Mérkőzés típusa        | Mérkőzés                | Eredmény | Nézők száma |
| ---------------- | -------------------------------- | ---------------------- | ----------------------- | -------- | ----------- |
| 2001. június 13. | Artemio Franchi Stadion, Firenze | döntő második mérkőzés | ACF Fiorentina–Parma FC | 1 – 1    | 37 664      |

##### Olasz labdarúgó-szuperkupa
| Időpont             | Helyszín              | Mérkőzés típusa | Mérkőzés                             | Eredmény |
| ------------------- | --------------------- | --------------- | ------------------------------------ | -------- |
| 2005. augusztus 20. | Alpok Stadion, Torino | döntő           | Juventus FC–FC Internazionale Milano | 0 – 1    |

### Nemzetközi játékvezetés
Az Olasz labdarúgó-szövetség Játékvezető Bizottság (JB) döntése értelmében nemzetközi játékvezetőnek javasolták, a Nemzetközi Labdarúgó-szövetség (FIFA) 2000-től tartotta nyilván bírói keretében. FIFA JB besorolás szerint a „mester” kategóriába tevékenykedett. Az olasz nemzetközi játékvezetők rangsorában, a világbajnokság-Európa-bajnokság sorrendjében többedmagával a 8. helyet foglalja el 10 találkozó szolgálatával. Az aktív nemzetközi játékvezetéstől  felfüggesztették, 2006-ban törölték a nemzetközi listáról. Válogatott mérkőzéseinek száma: 14.

#### Világbajnokság
A világbajnoki döntőhöz vezető úton Németországba a XVIII., a 2006-os labdarúgó-világbajnokságra a FIFA JB bíróként alkalmazta. Hazájában az ügyészség vizsgálatot indított ellene fogadási csalás miatt, így a korrupciós mocsár elsüllyesztette az egyes számú olasz játékvezetőt, helyette Roberto Rosetti képviselte hazáját a világbajnokságon.

##### Selejtező mérkőzés
| Időpont             | Helyszín                         | Mérkőzés típusa           | Mérkőzés                          | Eredmény | Nézők száma |
| ------------------- | -------------------------------- | ------------------------- | --------------------------------- | -------- | ----------- |
| 2004. szeptember 8. | Bilino Polje Stadion, Zenica     | előselejtező (7. csoport) | Bosznia-Hercegovina–Spanyolország | 1 : 1    | 18 000      |
| 2004. október 13.   | Park Stadion, Koppenhága         | előselejtező (2. csoport) | Dánia–Törökország                 | 1 : 1    | 41 331      |
| 2005. március 26.   | Francia Stadion, Saint-Denis     | előselejtező (4. csoport) | Franciaország–Svájc               | 0 : 0    | 79 373      |
| 2005. június 4.     | Kuip Stadion, Rotterdam          | előselejtező (1. csoport) | Hollandia–Románia                 | 2 : 0    | 52 000      |
| 2005. szeptember 3. | Śląski Stadion, Chorzów          | előselejtező (6. csoport) | Lengyelország–Ausztria            | 3 : 2    | 45 000      |
| 2005. október 8.    | Maksimir Stadion, Zágráb         | rájátszás                 | Horvátország–Svédország           | 0 : 0    | 34 015      |
| 2005. november 12.  | Vicente Calderón Stadion, Madrid | rájátszás                 | Spanyolország–Szlovákia           | 5 : 1    | 47 210      |

#### Európa-bajnokság

##### U19-es labdarúgó-Európa-bajnokság
Finnország rendezte a 2001-es U18-as labdarúgó-Európa-bajnokságot, ahol az UEFA JB hivatalnoki feladatokkal bízta meg. 
| Időpont          | Helyszín                  | Mérkőzés típusa              | Mérkőzés              | Eredmény |
| ---------------- | ------------------------- | ---------------------------- | --------------------- | -------- |
| 2001. július 23. | Nemzeti Stadion, Helsinki | csoportmérkőzés (A. csoport) | Finnország–Csehország | 1 : 4    |

---
Az európai-labdarúgó torna döntőjéhez vezető úton Portugáliába a XII., a 2004-es labdarúgó-Európa-bajnokságra az UEFA JB játékvezetőként foglalkoztatta.

##### Selejtező mérkőzés
| Időpont           | Helyszín                   | Mérkőzés típusa           | Mérkőzés                   | Eredmény | Nézők száma |
| ----------------- | -------------------------- | ------------------------- | -------------------------- | -------- | ----------- |
| 2003. március 29. | Śląski Stadion, Chorzów    | előselejtező (4. csoport) | Lengyelország–Magyarország | 0 : 0    | 45 000      |
| 2003. október 11. | Rasunda Stadion, Stockholm | előselejtező (4. csoport) | Svédország–Litvánia        | 0 : 1    | 32 095      |

#### Olimpia
2004-ben Görögországban rendezték a XXVIII., a 2004. évi nyári olimpiai játékok labdarúgó tornáját, ahol a FIFA JB bíróként alkalmazta.
| Időpont             | Helyszín                        | Mérkőzés típusa              | Mérkőzés           | Eredmény | Nézők száma |
| ------------------- | ------------------------------- | ---------------------------- | ------------------ | -------- | ----------- |
| 2004. augusztus 12. | Pankritio Stadion, Iráklio      | csoportmérkőzés (D. csoport) | Costa Rica–Marokkó | 0 : 0    | 3 212       |
| 2004. augusztus 21. | Kaftanzoglio Stadion, Szaloniki | egyik negyeddöntő            | Paraguay–Dél-Korea | 3 : 2    | 4 080       |

#### Nemzetközi kupamérkőzések

##### UEFA-bajnokok ligája
| Időpont              | Helyszín                     | Mérkőzés típusa               | Mérkőzés                    | Eredmény | Nézők száma |
| -------------------- | ---------------------------- | ----------------------------- | --------------------------- | -------- | ----------- |
| 2000. szeptember 28. | Lerkendal Stadion, Trondheim | 3. selejtezőkör (2. mérkőzés) | Rosenborg BK–Dunaújváros FC | 3 : 1    | 21 166      |

##### Jeddah Kupa
2005-ben Szaúd-Arábiában a Jeddah Kupa döntőjét irányította.

## Szakmai sikerek
- 1935-ben létrehozott Foundationt John Mauro díjat, minden évben az Év legjobb játékvezetője kapja. 2003-ban az Év Játékvezetőjének választották.
- 2006-ban megkapta a Milano riceve il Premio Gentleman címet.
- Az IFFHS (International Federation of Football History & Statistics) 1987-2011 évadokról tartott nemzetközi szavazásán 151, játékvezető besorolásával minden idők 117, legjobb bírójának rangsorolta, holtversenyben  Dzsamál as-Saríf, Stefano Farina, Dermot Gallagher, Eduardo Iturralde González, Gianluca Paparesta, Marco Rodríguez és Alekszej Nyikolajevics Szpirin társaságában.

.

## Magyar kapcsolat
| Időpont           | Helyszín                        | Mérkőzés típusa | Mérkőzés              | Eredmény | Nézők száma |
| ----------------- | ------------------------------- | --------------- | --------------------- | -------- | ----------- |
| 2004. április 28. | Puskás Ferenc Stadion, Budapest | barátságos      | Magyarország–Brazília | 1 : 4    | 45 000      |